# Scorpaenodes hirsutus
Scorpaenodes hirsutus är en fiskart som först beskrevs av Smith, 1957.  Scorpaenodes hirsutus ingår i släktet Scorpaenodes och familjen Scorpaenidae. IUCN kategoriserar arten globalt som livskraftig. Inga underarter finns listade i Catalogue of Life.